# Eres mi tesoro
Eres mi tesoro es una telenovela dramática chilena creada por Yusef Rumie coproducida por Mega y AGTV. Se estrenó el 29 de julio de 2015, y concluyó el 6 de abril de 2016.

## Sinopsis
Julieta, una joven taxista de clase media en Santiago, cuida sola de su hija con discapacidad motora. En un día clave, su novio Juan le propone matrimonio, pero al mismo tiempo conoce a Álvaro, un exitoso empresario automotriz que sufre un ataque cardíaco en su taxi, tras descubrir que su esposa lo engaña con otro hombre. Julieta, demostrando gran habilidad al volante, salva su vida, lo que desatará un giro inesperado en su destino.

## Reparto
Una lista completa del reparto confirmado se publicó a través de Mega el 3 de julio de 2015.

### Principales
- María José Bello como Julieta Lizama
- Álvaro Morales como Álvaro Cummings[6]
- Felipe Contreras como Juan Riquelme
- Viviana Rodríguez como Carolina Ruiz
- Loreto Valenzuela como Gabriela Aldunate
- Edgardo Bruna como Ángel Riquelme
- César Caillet como Rodrigo Pezoa
- Celine Reymond como Bernardita "Berni" Cummings
- Teresita Reyes como Delia Contreras
- Pedro Vicuña como Pedro "Tigre" Pizarro
- Dayana Amigo como Susana "Susy" Pizarro
- Ricardo Vergara como Benjamín Cummings
- Constanza Araya como Marión Lizama
- Etienne Bobenrieth como Richard "Richie" Pizarro
- Félix Villar como "El flash"
- Isidora Guzmán como Alma Lizama

## Audiencia
| Año  | Emisión original    | Emisión original | Emisión original   | Emisión original | Espectadores | Total cuota% |
| Año  | Estreno             | Cuota%           | Término            | Cuota%           | Espectadores | Total cuota% |
| ---- | ------------------- | ---------------- | ------------------ | ---------------- | ------------ | ------------ |
| 2015 | 29 de julio de 2015 | 22,0%            | 6 de abril de 2016 | 19,0%            | —            | 14,1%        |

## Versiones
- La taxista, telenovela de Imagen Televisión del año 2018, producida por Agustín Restrepo y protagonizada por Ana Belena y Marcus Ornellas.

## Retransmisiones
Retransmitida desde el 6 de enero de 2020 hasta el 15 de septiembre de 2020. 